# Bocagea
Bocagea is een geslacht uit de familie Annonaceae. De soorten uit het geslacht komen voor in Oost-Brazilië.

## Soorten
- Bocagea asymmetrica Mello-Silva & J.C.Lopes
- Bocagea longepedunculata Mart.
- Bocagea moeniana Mello-Silva & J.C.Lopes
- Bocagea viridis A.St.-Hil.